# Business Server Pages
Business Server Pages или сокращенно BSP — это приложения, разработанные по технологии SAP, которые, в основном, используются для динамической генерации содержимого (например, HTML, ABAP, XML, C#) в HTML и выдаче сервером ответа браузеру клиента.
Таким образом, технология Business Server Pages позволяет создавать код на стороне сервера, скажем, программу на ABAP/4 и обладает таким важным преимуществом, как реализация логики независимо от конструкции.
BSP в значительной мере основаны на Java Server Pages (JSP) — технологии, разработанной Sun Microsystems. BSP работает на сервере веб-приложений SAP Web AS. Поэтому BSP могут быстро получать доступ к требуемым бизнес-данным SAP R/3 и SAP Enterprise без использования дополнительного программного обеспечения или промежуточных слоев.